# 権藤正利
権藤 正利（ごんどう まさとし、1934年5月1日 - ）は、佐賀県鳥栖市出身の元プロ野球選手（投手）。

## 経歴
5歳の時、竹トンボを作っている最中、あやまってナイフで左手人差し指の先端を1cmほど削ぎ落とすという大怪我をするが、このケガにより、後述のドロップが生まれたとも言われている。また少年時代は小児麻痺にかかり、一時は左半身が不随となった。柳川商業高校（現・柳川高等学校）に進学、エースとして活躍する。1952年春季九州大会に県予選を勝ち抜き出場。準々決勝で鹿児島工との延長20回の激戦を制し、準決勝でも長崎商の太田正男に投げ勝つ。決勝は鹿児島商を大差で降し優勝を飾った。しかし同年夏は県予選準々決勝で嘉穂東高に敗退、甲子園には出場できなかった。柳川商業は猛練習で知られ、権藤はブルペンで投球練習を300球、そのあと打撃投手として200-300球と、毎日500球以上を全力投球していたという。
1953年に大洋松竹ロビンスへ入団。ドロップと呼ばれていた大きく縦に落ちるカーブを武器に1年目から活躍し、15勝12敗で新人王を獲得し、いきなりエース格となる。新人の頃は「なんでみんな本気で打たないんだろう？」と思い、さらに高校時代に比べて練習量も少なく練習も楽で楽で仕方なかったという。翌1954年も防御率2.83、奪三振222をマークするが、リーグ最多の143与四球を記録し、11勝20敗と大きく負け越した。
1955年7月9日の対広島戦から連敗が始まる。味方の貧打・拙守に泣かされ続けた上に、持病の胃下垂からくるスタミナ不足もあり全く勝てなくなった。1956年はシーズン通して未勝利の13連敗を喫し、1957年6月2日の対阪神戦まで、プロ野球記録の28連敗を記録する。1957年のシーズンも6月終了時点の成績は11試合登板、0勝7敗、防御率4.80だったが、7月7日の対巨人戦で自ら先制タイムリーを放つなど奮闘し、完封勝利を挙げた。大洋ナインは総出で彼を胴上げして祝福、巨人ファンからも暖かい声援が送られた。この連敗について、「今思えば、楽な練習に甘えていた。体力が落ちたからストレートが走らない。なら変化球で躱そうとも考えたが、ストレートがダメだと変化球も通用しなかった」と権藤自身が回想している。その後は復調し、シーズンでは12勝（17敗）を挙げた。
1958年4月10日の巨人戦では長嶋茂雄にプロ1号本塁打を打たれている。1959年にわずか3試合の登板に終わると、自信喪失から引退を表明するが、監督の三原脩の説得により引退を思いとどまり、リリーフへ転向。翌1960年は12勝5敗、防御率1.42の好成績を挙げ、大洋のリーグ初優勝に貢献した。同年の大毎との日本シリーズでも2試合にリリーフで登板、第3戦では勝利投手となり日本一に力を添えた。
1963年1勝に終わると大洋は権藤を放出することになり、まず権藤の出身地に近い西鉄ライオンズに打診するが、権藤の年俸が西鉄の水準では高すぎるとして断られる。次に、東映フライヤーズの山本久夫との交換を狙うが、先に中日ドラゴンズの寺田陽介とのトレードが先に決まってしまう。やむなく大洋は権藤を自由契約とし、行き先を権藤に任せることにした。そこで権藤は、東映の監督であった水原茂に直接会って身の振り方を相談する。これが事前交渉と判断され、コミッショナーの内村祐之から注意を受けるが、特に騒ぎになることもなく東映入りが決まった。
1964年のみ東映に在籍した後、1965年に阪神タイガースへ移籍する。主にリリーフで起用され、1966年は4勝11敗ながら防御率は2.25でリーグ6位に入り、翌1967年には最優秀防御率（1.40）のタイトルを獲得した。
選手生活の最後に監督となった金田正泰とは確執が生じた。金田は彼の容貌を揶揄して「サルでもタバコを吸うのか？」と発言したりした。1973年11月23日の阪神のファン感謝デー終了後に、権藤は甲子園球場内で金田に謝罪を求めたが「そんなこと言った記憶はないなあ。言ったとしたらどうなんだ」と惚けられ、この言葉を「金田が開き直った」と受け止めた権藤は金田を殴打した。江夏豊は自伝で以下のように証言している。8月31日、江夏のノーヒットノーラン達成後の内輪の祝いの席で権藤から「監督にはもう我慢できない」と打ち明けられ、「後輩として手助けをやります」と返答。ファン感謝デーの際に話し合うと決めた。当日、二人で監督室に赴き、その場にいたコーチやマネージャーに「権藤さんが一対一で監督と話がしたいそうです」と伝えて席を外させた。江夏はドアの外で立ち、ほどなく殴られた金田の悲鳴が響いた。人が来て自分を排除しようとしても動くまいとがんばった。しばらくのち、中を覗いた江夏が「権藤さん、納得した？」と尋ねると権藤は「うん」と答えて二人でその場を立ち去ったという。大立ち回りから一転、事件後には「わたしが悪い。手を出すなんて、年甲斐もないことをしてしまった。どうしてあんなことをしたのだろう」「21年プロ選手生活の最後をこんなことで汚してしまって悔いが残るが、どんな処分でも受ける」と述べた権藤にはリーグから厳重戒告処分、球団から謹慎処分が下されたが、権藤はすでに引退を決意していた。12月12日に球団から自由契約を通告されて退団。実働20年の連盟表彰を捨てての殴打事件であった。
幼少期の大怪我、大病、連敗、監督との確執による不幸な選手生活の最後と、権藤には不運ともいえる出来事が相次いだ。通算防御率は2.775の成績を残していながら117勝154敗と、37も負け越しているところに、彼の苦闘の跡を見ることができる。通算100勝達成時の登板数597と敗戦数145はいずれもNPBの最多記録である。殴打事件によりグラウンドを後にしてからは、郷里に戻って家業の権藤酒店の経営に専念するも1987年、倒産の憂き目に遭っている。

## 選手としての特徴
権藤の縦に割れるカーブは大きく曲がる上に切れがあり、バッテリーを組んだ土井淳が「キリキリキリと音を立てるように直角に落ちるんだ。」と証言している。当時は「懸河のドロップ」の名でファンに親しまれており、カーブの名手であった金田正一もバッターボックスに立った際、権藤のカーブには手を焼き、一目置いていた。名投手コーチとして知られる小谷正勝は、星野伸之と並んで「カーブの達人」と評している。右打者の柿本実は、権藤の投じた球を真ん中と思って振ったところ自分の右膝にあたってしまったという。
子どもの頃に誤って左手人差し指を切ってしまったことが、このカーブを生んだともされる。一方で権藤本人は「人差し指が使えていたら、もっと切れのいい、もっと力のあるカーブが投げられたと思うんだけどなあ」と語っている。

## 人物
人柄の誠実さについては相手チームからも認められていた。1968年9月18日の対巨人戦で、先発ジーン・バッキーの王貞治への危険球紛いの投球により乱闘となり、代わって登板した権藤はいきなりその王の後頭部に死球を与えてしまうが、巨人監督の川上哲治は「権藤がそんなこと（故意の危険球）をするはずがない」と判断し、乱闘に飛び出した選手を自ら呼び戻したほどである。
ご飯に砂糖を大さじ3杯振り掛けて食べるほどの甘党で、枕元にはつねにキャラメルなどの菓子を置き、周囲がみなビールを飲んでいる時でも水に砂糖を山ほど入れて飲んでいた。
いくら食べても太れない体質で、現役時代から、「骨皮筋右衛門」と言われていたほど痩身であった（1968年当時も身長176cm、体重60kg）。1969年7月13日の対中日ダブルヘッダー第2戦で完投勝利を収めた時には、自身の東映時代の指揮官でもある当時中日監督の水原茂から「あんな洗濯板に完投を許すとは」と悔しさをにじませたコメントをされている。
趣味は将棋であり、阪神に在籍していた時は川藤幸三とよく指していた（川藤に将棋を教えたのも権藤）。

## 詳細情報

### 年度別投手成績
| 年 度      | 球 団      | 登 板 | 先 発 | 完 投 | 完 封 | 無 四 球 | 勝 利 | 敗 戦 | セ 丨 ブ | ホ 丨 ル ド | 勝 率 | 打 者 | 投 球 回 | 被 安 打 | 被 本 塁 打 | 与 四 球 | 敬 遠 | 与 死 球 | 奪 三 振 | 暴 投 | ボ 丨 ク | 失 点 | 自 責 点 | 防 御 率 | W H I P |
| ---------- | ---------- | ----- | ----- | ----- | ----- | -------- | ----- | ----- | -------- | ----------- | ----- | ----- | -------- | -------- | ----------- | -------- | ----- | -------- | -------- | ----- | -------- | ----- | -------- | -------- | ------- |
| 1953       | 洋松 大洋  | 35    | 26    | 13    | 1     | 0        | 15    | 12    | --       | --          | .556  | 940   | 220.2    | 179      | 12          | 105      | --    | 11       | 170      | 6     | 3        | 96    | 68       | 2.77     | 1.29    |
| 1954       | 洋松 大洋  | 38    | 26    | 23    | 1     | 0        | 11    | 20    | --       | --          | .355  | 1125  | 263.1    | 226      | 7           | 143      | --    | 6        | 222      | 9     | 1        | 103   | 83       | 2.83     | 1.40    |
| 1955       | 洋松 大洋  | 40    | 18    | 9     | 1     | 0        | 3     | 21    | --       | --          | .125  | 850   | 198.0    | 169      | 14          | 103      | 4     | 7        | 161      | 9     | 1        | 101   | 82       | 3.73     | 1.37    |
| 1956       | 洋松 大洋  | 20    | 15    | 2     | 0     | 0        | 0     | 13    | --       | --          | .000  | 410   | 95.1     | 87       | 5           | 51       | 1     | 4        | 56       | 1     | 0        | 53    | 43       | 4.03     | 1.45    |
| 1957       | 洋松 大洋  | 40    | 32    | 10    | 5     | 1        | 12    | 17    | --       | --          | .414  | 901   | 217.0    | 157      | 14          | 103      | 2     | 9        | 184      | 3     | 1        | 93    | 66       | 2.74     | 1.20    |
| 1958       | 洋松 大洋  | 28    | 21    | 3     | 1     | 0        | 3     | 11    | --       | --          | .214  | 527   | 126.2    | 110      | 6           | 46       | 2     | 2        | 100      | 3     | 1        | 62    | 45       | 3.19     | 1.23    |
| 1959       | 洋松 大洋  | 3     | 1     | 0     | 0     | 0        | 0     | 1     | --       | --          | .000  | 57    | 11.0     | 16       | 3           | 6        | 0     | 1        | 4        | 0     | 0        | 13    | 13       | 10.64    | 2.00    |
| 1960       | 洋松 大洋  | 49    | 13    | 4     | 4     | 0        | 12    | 5     | --       | --          | .706  | 629   | 158.0    | 111      | 5           | 56       | 8     | 2        | 140      | 3     | 0        | 35    | 25       | 1.42     | 1.06    |
| 1961       | 洋松 大洋  | 51    | 2     | 0     | 0     | 0        | 5     | 6     | --       | --          | .455  | 392   | 94.1     | 85       | 5           | 37       | 3     | 1        | 76       | 5     | 0        | 42    | 34       | 3.22     | 1.29    |
| 1962       | 洋松 大洋  | 68    | 18    | 2     | 0     | 0        | 8     | 6     | --       | --          | .571  | 814   | 195.2    | 166      | 5           | 72       | 1     | 7        | 180      | 9     | 1        | 66    | 56       | 2.57     | 1.22    |
| 1963       | 洋松 大洋  | 39    | 3     | 0     | 0     | 0        | 1     | 3     | --       | --          | .250  | 223   | 46.2     | 62       | 4           | 26       | 1     | 5        | 36       | 1     | 1        | 26    | 23       | 4.40     | 1.89    |
| 1964       | 東映       | 25    | 4     | 1     | 1     | 1        | 1     | 1     | --       | --          | .500  | 184   | 43.2     | 35       | 1           | 17       | 1     | 3        | 36       | 1     | 0        | 16    | 11       | 2.25     | 1.19    |
| 1965       | 阪神       | 33    | 12    | 3     | 2     | 0        | 7     | 6     | --       | --          | .538  | 480   | 124.0    | 90       | 6           | 35       | 4     | 2        | 79       | 4     | 0        | 30    | 28       | 2.03     | 1.01    |
| 1966       | 阪神       | 41    | 12    | 2     | 1     | 1        | 4     | 11    | --       | --          | .267  | 546   | 136.0    | 106      | 5           | 37       | 3     | 4        | 102      | 1     | 1        | 42    | 34       | 2.25     | 1.05    |
| 1967       | 阪神       | 40    | 11    | 4     | 1     | 1        | 9     | 6     | --       | --          | .600  | 512   | 135.0    | 90       | 6           | 36       | 3     | 3        | 107      | 1     | 0        | 35    | 21       | 1.40     | 0.93    |
| 1968       | 阪神       | 34    | 10    | 3     | 1     | 0        | 5     | 4     | --       | --          | .556  | 437   | 104.0    | 97       | 11          | 28       | 3     | 3        | 79       | 4     | 0        | 44    | 32       | 2.77     | 1.20    |
| 1969       | 阪神       | 28    | 17    | 3     | 0     | 0        | 10    | 4     | --       | --          | .714  | 490   | 123.0    | 106      | 12          | 31       | 0     | 1        | 74       | 0     | 0        | 41    | 37       | 2.71     | 1.11    |
| 1970       | 阪神       | 30    | 8     | 1     | 0     | 0        | 6     | 3     | --       | --          | .667  | 380   | 92.1     | 81       | 3           | 32       | 4     | 3        | 74       | 2     | 0        | 28    | 25       | 2.45     | 1.22    |
| 1971       | 阪神       | 22    | 9     | 1     | 1     | 1        | 3     | 3     | --       | --          | .500  | 261   | 61.1     | 52       | 5           | 23       | 0     | 3        | 38       | 4     | 0        | 32    | 27       | 3.98     | 1.22    |
| 1972       | 阪神       | 30    | 2     | 0     | 0     | 0        | 2     | 0     | --       | --          | 1.000 | 150   | 37.0     | 26       | 1           | 19       | 2     | 1        | 13       | 3     | 0        | 13    | 11       | 2.68     | 1.22    |
| 1973       | 阪神       | 25    | 3     | 0     | 0     | 0        | 0     | 1     | --       | --          | .000  | 121   | 30.0     | 20       | 2           | 13       | 0     | 1        | 12       | 1     | 0        | 11    | 11       | 3.30     | 1.10    |
| 通算：21年 | 通算：21年 | 719   | 263   | 84    | 20    | 5        | 117   | 154   | --       | --          | .432  | 10429 | 2513.0   | 2071     | 132         | 1019     | 42    | 79       | 1943     | 70    | 10       | 982   | 775      | 2.78     | 1.23    |

- 各年度の太字はリーグ最高
- 洋松（大洋松竹ロビンス）は、1955年に大洋（大洋ホエールズ）に球団名を変更

### タイトル
- 最優秀防御率：1回 （1967年）

### 表彰
- 新人王 （1953年）

### 記録
初記録
- 初登板：1953年3月29日、対名古屋ドラゴンズ2回戦（中日スタヂアム）
- 初勝利：1953年4月1日、対広島カープ2回戦（広島県尾道西高等学校グラウンド）

節目の記録
- 100勝：1969年7月13日、対中日ドラゴンズ12回戦（阪神甲子園球場）

その他の記録
- 開幕から10連敗：1956年 ※5人目、13連敗はプロ野球記録
- オールスターゲーム出場：3回 （1954年、1962年、1968年）

### 背番号
- 51 （1953年）
- 18 （1954年 - 1963年）
- 20 （1964年）
- 15 （1965年 - 1973年）